# DJ Nozebleed
DJ Nozebleed (pravim imenom Ante Nevistić) je hrvatski DJ iz Zagreba.
Hardcoreom se bavi od 1994., a od 2004. radi na pjesmama i miksevima. S obzirom na to da u Hrvatskoj gotovo i ne postoji hardcore scena, Ante svira samo na privatnim zabavama. Odan svim dijelovima hardcorea od "mainstreama" do speedcorea, no pronašao je sebe u darkcoreu, industrial hardcoreu i terrorcoreu. 2006. je pokrenuo projekt pod nazivom Terrorpakt u suradnji s D-labom (industrial hardcore), Mickey Finn (darkcore, frenchcore) i Nozebleed (darkcore) da bi izvukao sve žešće od svakog od njih, čineći Terrorpakt ekstremnim projektom. Stalni je DJ i favorizirani je izvođač Hardcore Centrala.